# Данички ужас
Данички ужас (енгл. The Dunwich Horror) је хорор новела америчког писца Хауарда Филипса Лавкрафта. Написана је 1928, а први пут је објављена у априлу 1929. године у часопису Weird Tales. Радња се одвија у Даничу, измишљеном граду у Масачусетсу. Сматра се једном од кључних прича Ктулу митова.

## Радња
У пустом, оронулом селу Данич у Масачусетсу, Вилбур Вејтли је одвратни син Лавиније Вејтли, деформисане и нестабилне албино жене и непознатог оца. Чудни догађаји окружују Вилбурово рођење и његов прерани развој; он сазрева ненормалном брзином, достижући мушкост у року од једне деценије. Мештани се клоне њега и његове породице, а животиње га се плаше и презиру због његовог одвратног изгледа и неприродног, нељудског мириса који избија из његовог тела. Његов деда, врач познат само као Стари Вејтли, индоктринира га у одређене мрачне ритуале и проучавање вештичарења. Мештани постају сумњичави пошто Стари Вејтли купује све више и више стоке, али број његовог стада се никада не повећава и стока на његовом имању бива мистериозно погођена тешким отвореним ранама.
Вилбур и Стари Вејтли су заробили невиђени ентитет на својој фарми; овај ентитет је некако повезан са бићем познатим као Јог-Сотот, које је Вилбуров отац. Из године у годину, ентитет расте до монструозних размера, што захтева од деде и унука да врше честе модификације на сеоској кући. Људи почињу да примећују тренд мистериозног нестајања стоке. Стари Вејтли на крају умире, а Вилбурова мајка Лавинија нестаје убрзо након тога. Колосални ентитет на крају заузима целу унутрашњост сеоске куће.
Вилбур одлази на Универзитет Мискатоник у Аркаму да набави њихов примерак Некрономикона – универзитетска библиотека је једна од ретких у свету која има оригинал. Некрономикон садржи чини које Вилбур може да употреби да призове Старе богове, али примерак његове породице је оштећен и недостаје му страница која му је потребна да отвори „врата”. Када библиотекар, др Хенри Армитиџ, одбије да му преда универзитетски примерак (и, слањем упозорења другим библиотекама, осујећује Вилбурове напоре да позајми њихове примерке), Вилбур проваљује у библиотеку под окриљем ноћи да би га украо. Пас чувар, избезумљен Вилбуровим туђинским смрадом, напада необичном жестином и убија га. Када Армитиџ и још два професора, Ворен Рајс и Френсис Морган, стигну на лице места, виде Вилбуров полуљудски леш пре него што се потпуно отопи, не остављајући никакве доказе.
Пошто је Вилбур мртав, нико не обраћа пажњу на мистериозну присутност која расте у сеоској кући Вејтлијевих. Рано једног јутра, сеоска кућа експлодира, а ствар, високо, невидљиво чудовиште, дивља над Даничом, остављајући огромне отиске величине стабала дрвећа. Чудовиште на крају упада у насељена подручја. Невидљиво створење терорише Данич неколико дана, убијајући две породице и неколико полицајаца, све док Армитиџ, Рајс и Морган не стигну са знањем и оружјем потребним да га убију. Коришћење магичног праха чини чудовиште видљивим довољно дуго да једног од њих доведе у стање шока. Оно брбља ванземаљским језиком, а затим вришти за помоћ свог оца Јог-Сотота на енглеском непосредно пре него што га чаролија уништи, остављајући огромно спаљено подручје. На крају се открива његова природа: то је био Вилбуров брат близанац, али је „више личило на оца него на њега [Вилбура]”.

## Ликови
Стари Вејтли
Остарели и полулуди отац Лавиније Вејтли, о коме су се у његово младости шапутале најстрашније приче о магији. Има велику колекцију „трулих древних књига и делова књига” које користи да „поучава и катехизира” свог унука Вилбура. Он умире природном смрћу 2. августа 1924. године. Лавкрафт му није дао никакво одређено име, иако се у његовим сонетима Гљиве са Југота помиње Џон Вејтли. Према С. Т. Џошију, „није сигурно одакле је Лавкрафт добио име Вејтли,” али постоји градић Вејтли близу стазе Мохок, којом је Лавкрафт пешачио неколико пута, као и током лета 1928. године.
Лавинија Вејтли
Рођена око 1878. године, Лавинија Вејтли је ћерка Старог Вејтлија, чија се мајка сусрела са „необјашњивом насилном смрћи” када је Лавинија имала 12 година. Описана је као „помало деформисана, непривлачна албино жена... усамљено створење које лута усред грмљавине у брдима и покушава да чита велике смрдљиве књиге које је њен отац наследио кроз два века Вејтлија... Никада није ишла у школу, али су јој били познати неповезани исечци древних предања којима ју је Стари Вејтли научио...” Изолована међу чудним утицајима, Лавинија је волела дивље и грандиозне снове и јединствена занимања. На другим местима се каже да је „слаба [и] наборане косе”. Године 1913. добила је Вилбура Вејтлија са непознатим оцем, за кога се касније открива да је Јог-Сотот. Током Ноћи вештица 1926. нестала је под мистериозним околностима; вероватно је убио или жртвовао њен син.
Вилбур Вејтли
Рођен је 2. фебруара 1913. као син Лавиније Вејтли и Јог-Сотота. Описан као „мрачно дете козјег изгледа” — комшије га називају „Лавинијиним црним дериштем” — показује изузетну рану зрелост: „У року од три месеца од рођења, достигао је величину и снагу мишића која се обично не налази код новорођенчади млађе од пуне године... Са седам месеци је почео да хода без ичије помоћи, а почео је да прича... са само једанаест месеци.” Са три године, „изгледао је као дечак од десет година”, док је са четири и по „изгледао као дечак од петнаест година. Усне и образи су му били замућени са грубим тамним пухом, и глас је почео да му се кида.” „Иако је делио безбраду своје мајке и деде, његов чврст и рано обликован нос сједињен је са изразом његових великих, тамних, скоро латинских очију да би му дао призвук... скоро натприродне интелигенције”, пише Лавкрафт, иако је истовремено „изузетно ружан... има нечег готово козјег или животињског на његовим дебелим уснама, жућкастој кожи са великим порама, грубој набораној коси и чудно издуженим ушима”.
Умире у доби од петнаест година након што га је растргао пас чувар док је провалио у библиотеку Мискатоник 3. августа 1928. године. Сцена његове смрти омогућава Лавкрафту да пружи детаљан опис Вилбурове делимично нељудске анатомије: „А оно што је лежало на боку, полусавијено, у смрдљивој бари зеленкастожуте телесне течности и неке катранасте лепљиве материје, било је високо скоро девет стопа. Пас је био потргао сву одећу и део коже... Било је у том бићу људских елемената, без сумње. Глава и шаке бејаху врло човеколики, а лице налик јарчевом, без предњег доњег дела вилице, имало је на себи печат Вејтлијевих. Али торзо и нижи делови тела били су у овоземаљском смислу невероватни, тако да су само обилати слојеви одеће могли омогућити том створу да се шета светом ненападнут и неуништен. Изнад струка било је получовеколико, али су његова прса... имала изглед тврде, мрежасто издељене коже крокодила или алигатора. Леђа су била покривена наизменичним црним и жутим шарама, налик на крљуштава леђа извесних змија. Најгори је, међутим, био изглед испод струка, јер ту је свака сличност са људским нестајала, а почињала чиста фантазија. Кожа је била густо покривена грубим црним крзном, а са трбуха је млитаво висило десетак дугих зеленкастосивих пипака са црвеним устима на врху сваког. Њихов распоред био је чудан и чинило се да је у складу са симетријама неке космичке геометрије непознате Земљи или Сунчевом систему. На оба кука био је, дубоко усађен у округле ружичасте отворе са цилијама, по један орган налик на рудиментарно око, а уместо репа висила је, позади, некаква сурла или пипак, са пурпурним прстенастим ознакама, и са многим знацима да су то непотпуно развијена уста или грло. Ноге су, осим по свом црном крзну, приближно личиле на задње ноге гигантских праисторијских земаљских гмизаваца, а завршавале су се стопалима са јако израженим гребенима вена. Та стопала су се окончавала нечим што било сасвим налик ни на копита, ни на канџе.”
Вил Мари примећује да козји, делимично рептилски Вилбур Вејтли подсећа на химеру, митолошко створење на које се помиње у епиграфу Чарлса Ламба „Даничком ужасу”. Роберт М. Прајс истиче да је Вилбур Вејтли у неким аспектима Лавкрафтова аутобиографска фигура: „Вилбура одгаја деда уместо оца, његово кућно образовање из библиотеке његовог деде, његова луда мајка, његова стигма ружноће (у Лавкрафтовом случају нетачна, али то је слика о њему коју му је наметнула мајка), и његов осећај да је аутсајдер, одјекују и самог Лавкрафта.”
Хенри Армитиџ
Главни библиотекар на Универзитету Мискатоник. Као младић, дипломирао је на Мискатонику 1881. године, а докторирао на Универзитету Принстон, као и књижевност на Универзитету Џон Хопкинс. Лавкрафт је приметио док је писао „Данички ужас”, „Открио сам да се идентификујем са једним од ликова (остарелим стручњаком који се на крају бори против претње) пред крај”.
Френсис Морган
Професор медицине и упоредне анатомије (или археологије) на Универзитету Мискатоник. Прича се о њему говори као о „мршавом” и „младом”. У приповеци Фрица Лајбера „За Аркам и звезде” — написаној 1966. године и очигледно смештеним отприлике у то време — Морган је описан као „једини преостао преживели од храброг тројца који је убио Данички ужас”. Према Лајберу, Морганово „истраживање мескалина и ЛСД-а” произвело је „анти-халуциногене” који су били кључни у лечењу Денфортове менталне болести (лик из новеле У планинама лудила).
Ворен Рајс
Професор класичних језика на Универзитету Мискатоник. Описан је као „дежмекаст” и „гвоздено-сив”.

## Инспирација

### Географска
У једном писму Огасту Дерлету, Лавкрафт је написао да се „Данички ужас” „одвија међу дивљим куполастим брдима горње долине Мискатоник, далеко северозападно од Аркама, и да се заснива на неколико легенди Нове Енглеске – од којих сам једну чуо тек протеклог месеца током мог боравка у Вилбрахаму”, граду источно од Спрингфилда у Масачусетсу. One such legend is the notion that whippoorwills can capture the departing soul.
У другом писму, Лавкрафт је написао да је Данич „нејасан одјек декадентних масачусетскиг села око Спрингфилда — рецимо Вилбрахама, Монсона и Хемпдена”. Роберт М. Прајс примећује да је „већи део физичког описа Данича верна скица Вилбрахама”, цитирајући одломак из Лавкрафтовог писма Зелији Бишоп који „звучи као одломак из 'Даничког ужаса'”:
Када пут поново зарони, појављују се делови мочваре које човек инстинктивно не воли, и заиста се готово плаши увече када невиђени легњи чаврљају и свици изађу у необичном обиљу да плешу уз бучне, језиво упорне ритмове језивих жаба.
Сматра се да је физички модел за данички Сентинел Хил планина Вилбрахам близу истоименог градића.
Неки истраживачи су истакли очигледне везе приче са другим регионом Масачусетса: подручјем око Атола и према југу, у северно-централном делу државе (где Лавкрафт указује да се Данич налази). Претпоставља се да је име Данич инспирисано градом Гриничем, који је намерно потопљен да би се направио резервоар Квабин, иако Гринич и оближњи градови Дана, Енфилд и Прескот заправо нису били потопљени све до 1938. године. Доналд Р. Берлесон истиче да су неколико имена укључених у причу — укључујући Бишоп, Фрај, Сојер, Рајс и Морган — или истакнута имена Атола или имају везу са историјом града, међутим Рајс је такође презиме истакнуте породице Вилбрахама. 
Чини се да је атолска фарма Сентинел Елм извор имена Сентинел Хил. Медвеђа јазбина која се помиње у причи подсећа на стварну истоимену пећину коју је посетио Лавкрафт у северном Њу Сејлему, југозападно од Атола. (Њу Сејлем, као и Данич, основали су досељеници из Сејлема — иако 1737. године, а не 1692.)
У књизи Митови и легенде наше сопствене земље (1896), аутора Чарлса М. Скинера, помиње се „Девилс Хоп Јард” у близини Хадама, Конектикат, као место окупљања вештица. Књига, коју је изгледа прочитао Лавкрафт, такође описује звукове који се чују из земље у близини Мудеса, Конектикат, који су слични звуцима Данича.

### Књижевна
Главни Лавкрафтови књижевни извори за „Данички ужас” биле су приче велшког писца хорора Артура Макена, посебно „Велики бог Пан” (помиње се у „Даничком ужасу”) и „Роман о црном печату”. Обе приче тичу се појединаца чије самртне муке откривају да су само полуљуди. Према Роберту М. Прајсу, „'Данички ужас' је у сваком смислу омаж Макену, па чак и пастиш. Мало је тога у Лавкрафтовој причи што не произилази директно из Макенове фикције.” Као један пример сличности, и Вилбур и Хелен су деца невидљивог бога и људске жене, а обоје су се после смрти брзо претворили у црну течност.
Други предложени извор је прича „Ствар у шуми”, Марџери Вилијамс, која такође говори о два брата који живе у шуми, од којих ниједан није сасвим људски и један од њих је мање људски од другог.
Сам назив новеле можда потиче од Макеновог Ужаса, где се назив односи на енглески град у коме је титуларни ентитет виђен како лебди као „црни облак са искрама ватре у њему”. Лавкрафт такође преузима окултне изразе Вилбура Вејтлија „Акло” и „Вуриш” из Макенових „Белих људи”.
Чини се да је Лавкрафт такође пронашао инспирацију у причи „Ooze” Ентонија М. Рада, која је такође укључивала чудовиште које је тајно чувано и храњено у кући из које оно касније излети и почне да уништава.
Трагови Вилбуровог брата подсећају на оне виђене у новели „Вендиго” Алџернона Блеквуда, једној од Лавкрафтових омиљених хорор прича. Прича Емброуза Бирса „Проклета ствар” такође укључује чудовиште невидљиво људским очима.

## Пријем
Лавкрафт је био поносан на „Данички ужас”, називајући га „толико ђаволским да се Фарнсворт Рајт (уредник часописа Weird Tales) можда неће усудити да га штампа“. Рајт га је, међутим, прихватио, пославши Лавкрафту чек на 240 долара, што је била највећа појединачна уплата за своју фикцију коју је примио до тог тренутка.
Кингсли Ејмис је похвалио „Данички ужас” у књизи Нове мапе пакла, наводећи га као једну од Лавкрафтових прича које „постижу незаборавну гадост”. Лавкрафтов биограф Лин Картер назива причу „одличном причом... Расположење напетости и сабирног ужаса прожима причу, која кулминира потресним врхунцем”. На својој листи „13 најстрашнијих хорор прича”, Теодор Клајн је „Данички ужас” поставио на четврто место. Роберт М. Прајс изјављује да „међу причама Х. Ф. Лавкрафта, 'Данички ужас' остаје моја омиљена.” С. Т. Џоши, с друге стране, сматрао је „Данички ужас” као „једноставно естетску грешку са Лавкрафтове стране”, наводећи његов „већ виђен сценарио добра против зла”. Међутим, он је такође приметио да је прича „богато атмосферска”.

## Ктулу митови
Иако је Лавкрафт први пут поменуо Јог-Сотота у роману Случај Чарлса Декстера Ворда, он је у „Даничком ужасу” представио овај ентитет као једног од својих екстра-димензионалних спољних богова. Ово је такође прича у којој је улога Некрономикона најзначајнија, а у тексту се појављује најдужи директни цитат из њега. Многи други стандарди Ктулу митова, као што су Универзитет Мискатоник, Аркам и Данич, такође чине саставне делове приче.
Библиотекар по имену Армитиџ појављује се у краткој причи Дона Веба „До Марса и Провиденса”, алтернативној историји у којој је малолетни Лавкрафт под утицајем догађаја из Рата светова Х. Џ. Велса.